# Пеер Штайнбрюк
Пеер Штайнбрюк (нім. Peer Steinbrück; нар. 10 січня 1947, Гамбург) — німецький політик, депутат Бундестагу з партії Соціал-демократична партія Німеччини. З 2002 до 2005 року обіймав посаду прем'єр-міністра федеральної землі Північний Рейн — Вестфалія, в 2005—2009 роках — міністра фінансів Німеччини та віце-голови СДПН. З 2009 року Штайнбрюк є членом фракції СДПН у Бундестазі.
У кінці вересня 2012 року Штайнбрюка було висунуто соціал-демократами кандидатом на посаду канцлера на виборах 2013 року. 1 жовтня 2012 року кандидатура Штайнбрюка на посаду канцлера одноголосно затверджена керівним органом СДПН. Із 2015 року керівник напрямку фінансів та податків в Агентства модернізації України.

## Біографія
Пеер Штайнбрюк — старший син гамбурзького архітектора Ернста Штайнбрюка та його дружини Ільзи Шапер (пом. 2011), що була данського походження. Прадід Пеера Штайнбрюка, Адельберт Дельбрюк, був одним із засновників Deutsche Bank.

### Дитинство
Пеер Штайнбрюк провів дитинство в Гамбурзі, навчався у престижній гімназії «Gymnasium Johanneum», де через погані оцінки був змушений двічі залишатися на другий рік у тому самому класі. Врешті Пеерові довелося перейти в іншу гамбурзьку школу, «Handelsschule Am Lämmermarkt».

### Збройні сили та освіта
У 1968–1970 роках Штайнбрюк відбув службу в армії у танкових військах (314-ий танковий батальйон) біля Ольденбурга. Улітку 1970 року Штайнбрюк поступив у Кільський університет, де вивчав економіку та соціологію. У 1974 році закінчив університет з дипломом економіста.

### Політична кар'єра
З 1969 року Штайбрюк є членом СДПН. 

У 2005–2009 роках був заступником голови СДПН. Штайнбрюк також є членом профспілки «IG Bergbau, Chemie, Energie».

У 1990-1993 рр. — держсекретар в Шлезвіг-Гольштейн.

У 1993-2002 рр. — Державний міністр в Шлезвіг-Гольштейн і Північному Рейні-Вестфалії.

У 2002-2005 рр. — Міністр-президент землі Північний Рейн-Вестфалія.

У 2005-2009 рр. — Міністр фінансів Німеччини у великій коаліції. Пеер Штайнбрюк є одним з архітекторів порятунку європейської валюти під час кризи 2008 року.

У вересні 2012 року Штайнбрюк був висунутий соціал-демократами кандидатом в канцлери на виборах 2013 року.

На виборах 2013 року був кандидатом на пост канцлера Німеччини від соціал-демократів. 

У 2015 році бере участь у створенні Агентства модернізації України, призначений на посаду керівника напрямку фінансів та податків.

В ході презентації Агентства Пеер Штайнбрюк зазначив, що його команда знайде для порятунку економіки України 300 мільярдів євро.
|                                                               | На сьогоднішній день мова йде про те, що необхідна тризначна сума в мільярдах, щоб поставити Україну на ноги належним чином. За яких умов взагалі можна уявити, щоб такі гроші потекли в Україну? По-перше, треба мобілізувати суми в таких розмірах – близько 300 млрд. євро. Будуть погоджені пакети двосторонньої підтримки. Робляться зусилля, щоб мобілізувати цей капітал. |
| — Пеер Штайнбрюк, Frankfurter Allgemeine Zeitung (2015/03/03) | |

## Сім'я
Штайнбрюк одружений з учителькою гімназії Гертрудою Штайнбрюк (до шлюбу Ісбарі). Разом вони мають одного сина й двох дочок.

## Хобі
На дозвіллі Штайнбрюк захоплюється грою в шахи. 5 березня 2005 року Штайнбрюк зіграв у Федеральній художній галареї в Бонні партію шахів з тодішнім чемпіоном світу Володимиром Крамником, яку програв.